# マラビロク
マラビロク（Maraviroc）はHIV感染症のHAART療法に用いられるCCR5阻害剤であり、侵入阻害剤に分類される。商品名シーエルセントリ。開発コードUK-427857。
同種骨髄移植を受けた白血病患者でのGVHDの症状軽減についても、第I/II相臨床試験で有効性が見られている。

## 有効性
2本の偽薬対照臨床試験、MOTIVATE1および2試験で最適背景療法＋マラビロク150mg×1回/日426名、最適背景療法＋マラビロク150mg×2回/日414名、最適背景療法＋偽薬209名が比較された。投与開始48週後、マラビロク1日1回群の55%と1日2回群の60%で血中HIVウイルス量＜400copies/mLを達成した。偽薬群では26%であった。ウイルス量＜50copies/mLを達成できたのは1日1回群で44%、1日2回群で45%、偽薬群で23%であった。その上、CD4細胞数の平均値も1日1回群で110/µL、1日2回群で106/µL、偽薬群で56/µL上昇した。

## 作用機序
HIVウイルスが宿主のリンパ球細胞内に侵入する際に、CD4受容体の他にCCR5（および／またはCXCR4）と結合する。CCR5はケモカイン受容体の一つであり、90%以上のHIV株は感染時にCCR5を用いる（R5 HIV株、CCR5指向株とも言う）ので感染に必須であるが、感染時にCXCR4を用いるX4 HIV株（CXCR4指向株とも言う）、あるいはCCR5/CXCR4の何方かを用いる二重指向性株/混合指向性株も存在し、これらではCCR5の存在は必須ではない。マラビロクはCCR5に結合してHIV蛋白質gp120との結合を阻害し、マクロファージおよびT細胞内へのウイルスの侵入を阻害する:20。またCCR5の負のアロステリック効果を持ち、CCR5の細胞表面での存在量を減少させる。CXCR4を用いるX4 HIV株等には効果がないので、予め指向性テストを実施してHIV指向性を確認することが必須である。

## 副作用
MOTIVATE臨床試験では、マラビロクと偽薬との安全性に差は見られなかった。抗レトロウイルス薬治療経験者での臨床試験の結果、偽薬より高頻度（3%以上）で発生した副作用は、疲労、発疹、浮動性めまい、不眠症、便秘であった。また抗レトロウイルス薬治療未経験者での臨床試験の結果、偽薬より高頻度（5%以上）で発生した副作用は、悪心、頭痛、疲労、鼓腸であった。
重大な副作用として注意すべきものは、心筋虚血、肝硬変、肝不全、肝酵素上昇、肝機能検査異常、肺炎、食道カンジダ症、胆管癌、骨転移、肝転移、腹膜転移、汎血球減少症、好中球減少症、リンパ節症、幻覚、脳血管発作、意識消失、てんかん、小発作てんかん、痙攣、顔面神経麻痺、多発ニューロパシー、反射消失、白内障、呼吸窮迫、気管支痙攣、膵炎、直腸出血、筋炎、腎不全、多尿、皮膚粘膜眼症候群（Stevens-Johnson症候群）（全て0.5%未満）である。

## 承認
マラビロクの新薬承認申請は2007年4月の米国FDA諮問委員会で満場一致で支持され、同年8月に承認された。
2007年9月には、欧州委員会に承認された。
2008年12月には、日本で承認された。